# John de Vere (16e comte d'Oxford)
John de Vere, 16e comte d'Oxford (1516 - 3 août 1562) est le fils de John de Vere (15e comte d'Oxford) et d'Elizabeth Trussell, fille d'Edward Trussell. Il est titré Lord Bolebec de 1526 à 1540 avant de succéder à son père.

## Carrière
Bien qu'il n'ait jamais eu d'importance à la cour des Tudor  le soutien du 16e comte à la reine Mary contribue à son accession au trône en 1553 bien qu'il n'ait reçu aucune promotion de sa part . Pendant son règne, il est actif en tant que principal magnat de l'Essex . Sous Marie, les hommes et les femmes d'Essex soupçonnés d'hérésie contre le catholicisme sont amenés devant Oxford pour être inculpés, puis transférés à l'évêque de Londres pour examen. Parmi ses prisonniers, au moins seize sont condamnés et brûlés, à commencer par son ancien serviteur, Thomas Hawkes qui est brûlé à Coggeshall le 10 juin 1555. Il est suivi par Nicholas Chamberlain, William Bamford et Thomas Ormond. Le 28 avril 1556, six autres hommes inculpés par le comte sont brûlés à Colchester. Un septième, John Routh, est exécuté le 27 juin. 

## Famille
Il épouse Dorothy Neville, fille de Ralph Neville (4e comte de Westmorland) à Holywell, Shoreditch, Londres le 3 juillet 1536, et se remarie à Margery Golding à Belchamp St Paul le 1er août 1548. Dorothy Neville (mort vers le 6 janvier 1548). Il a trois enfants. Avec sa première femme, Dorothy, il a Katherine de Vere, qui épouse Edward Windsor (3e baron Windsor) (en). Avec Margery, il a un fils, Edward de Vere, 17e comte d'Oxford, et une fille, Mary de Vere. Margery meurt le 2 décembre 1568. Après sa mort à Oxford, il est enterré à Castle Hedingham, Essex, le 31 août 1562.

## Activités culturelles
Le comte est connu comme un sportif, et comme plusieurs nobles de son époque, il entretient une compagnie d'acteurs. La troupe, connue sous le nom d'Oxford's Men, est entretenue par le comte de 1547 jusqu'à sa mort en 1562,. Son cercle comprend l'érudit et diplomate Sir Thomas Smith et ses beaux-frères, les poètes Henry Howard, comte de Surrey et Edmund Sheffield, 1er baron Sheffield, et le traducteur Arthur Golding.